# Lieksan itärajan vanhat metsät
Lieksan itärajan vanhat metsät este o arie protejată (arie specială de conservare — SAC, sit de importanță comunitară — SCI) din Finlanda întinsă pe o suprafață de 631 ha, integral pe uscat.

## Localizare
Centrul sitului Lieksan itärajan vanhat metsät este situat la coordonatele 63°16′06″N 31°03′14″E / 63.2683°N 31.0539°E.

## Înființare
Situl Lieksan itärajan vanhat metsät a fost declarat sit de importanță comunitară în august 1998 pentru a proteja 2 specii de animale. Situl a fost protejat și ca arie specială de conservare în aprilie 2015.

## Biodiversitate
Situată în ecoregiunea boreală, aria protejată conține 8 habitate naturale: Lacuri și iazuri distrofice naturale, Cursuri de apă de la nivel de câmpie la nivel montan, cu vegetație Ranunculion fluitantis și Callitricho-Batrachion, Mlaștini turboase de tranziție și turbării mișcătoare, Izvoare fino-scandinave și mlaștini produse de izvoare bogate în minerale, Turbării Aapa, Pante stâncoase silicioase cu vegetație casmofită, Taiga vestică, Mlaștini împădurite.
La baza desemnării sitului se află mai multe specii protejate:
- mamifere (1): veveriță zburătoare siberiană (Pteromys volans)
- nevertebrate (1): Aradus angularis

Pe lângă speciile protejate, pe teritoriul sitului au mai fost identificate 1 specie de păsări, 1 specie de mamifere.